# Коя е тази песен?
„Коя е тази песен?“ (на английски: Name That Tune) е музикална тв игра, която се излъчва   по Канал 1 през 2007 г. и по bTV през 2024 г. Играта е създадена в Съединените щати през 50-те години на XX век и се реализира в над 27 държави по света. Българската версия е по лиценз на Banijay Rights.

## Сезони
| Сезон | Сезон | ТВ канал | ТВ сезон           | Водещ              | Епизоди | Старт        | Финал       | Излъчване                      |
| ----- | ----- | -------- | ------------------ | ------------------ | ------- | ------------ | ----------- | ------------------------------ |
|       | 1     | Канал 1  | 2007 (пролет-лято) | Деян Славчев - Део | 10      | 22 април     | 1 юли       | неделя, 22:50 – 23:40          |
|       | 2     | bTV      | 2024 (есен)        | Керана             | 14      | 14 септември | 30 октомври | вторник и сряда, 22:00 – 23:00 |

## Регламент
Двама играчи се състезават един срещу друг в 2 кръга, за да познаят Коя е тази песен?. Участникът с най-много събрани пари е победител в играта, запазва спечеленото до момента и се класира за 3 кръг (Златен сет), където може да удвои печалбата си.

### Музикална рулетка
Музикалното колело включва песни в 8 категории, а играчите чуват общо 5 песни последователно и се опитват да назоват правилното заглавие на всяка песен. Всяка песен е свързана с определена сума пари, към която всеки играч се стреми да натрупа в сметката си. Ако и двамата участници не познаят името на песента на съответния въпрос сумата се губи.
| Песен   | 1       | 2       | 3       | 4       | 5       |
| Печалба | 100 лв. | 200 лв. | 300 лв. | 400 лв. | 500 лв. |

### Наддаване с ноти
В този кръг състезателите познават други 5 песни, но изсвирени само на пиано с до 10 ноти.
| Песен   | 1        | 2        | 3        | 4        | 5        |
| Печалба | 1000 лв. | 1250 лв. | 1500 лв. | 1750 лв. | 2000 лв. |

### Златен сет
Победителят в епизода има възможност да удвои спечелената до момента сума, като познае кратки откъси от 7 песни, изсвирени от „Ку-Ку бенд“, за общо време 30 секунди.

## Първи сезон
През февруари 2007 г. е обявено, че по БНТ стартира ново музикално предаване, озаглавено "Коя е тази песен". Първият епизод е излъчен на 22 април и продължава всяка неделя около 22:30 ч. по Канал 1. Водещ е Деян Славчев - Део, а продуцент - SIA Advertising на Нико Тупарев.

## Втори сезон
На 9 юли 2024 г. bTV Media Group, обявява, че е придобила правата за създаване и излъчване на 4 развлекателни тв игри. Това са продукциите: „Коя е тази песен?“, „Помниш ли текста?“, „Колко ми даваш?“ и „Кажи честно“. От 25 юли е отворен кастинга за предаването „Коя е тази песен?“. Играта стартира с два премиерни епизода на 14 и 15 септември (събота и неделя) от 22:30 ч. След това продължава да се излъчва от 24 септември във вторник и сряда от 22:00 ч. Водеща е певицата Керана, заедно с „Ку-Ку бенд“, които се завръщат с предаването в ефира на bTV. Продуцент е Евгени Димитров – Маестрото с компанията „ЕМД Ентертеймънт“.
От 28 януари 2025 г. се излъчват повторения на епизодите от понеделник до петък от 21:30 ч. по bTV.

### Участници
| Епизод                | Музикален дуел  | Музикален дуел    | Печалба                  |
| --------------------- | --------------- | ----------------- | ------------------------ |
| 1 (14.09.24) (събота) | Лора Лазарова   | Християн Иванов   | 5250 лв. (от 1 и 2 кръг) |
| 2 (15.09.24) (неделя) | Силвия Желева   | Стоян Антов       | 3350 лв. (от 1 и 2 кръг) |
| 3 (24.09.24)          | Илина Данчева   | Вергиния Антонова | 1400 лв. (от 1 и 2 кръг) |
| 4 (25.09.24)          | Валери Петрова  | Светла Захариева  | 3750 лв. (от 1 и 2 кръг) |
| 5 (01.10.24)          | Катерина Цекова | Сиана Иванова     | 6700 лв. (от 1 и 2 кръг) |
| 6 (02.10.24)          | Савина Модева   | Радостина Койчева | 2450 лв. (от 1 и 2 кръг) |
| 7 (08.10.24)          | Атанас Атанасов | Кристина Стоянова | 6750 лв. (от 1 и 2 кръг) |
| 8 (09.10.24)          | Христина Бонова | Виктор Рачев      | 1800 лв. (от 1 и 2 кръг) |
| 9 (15.10.24)          | Петър Петров    | Петър Канчелов    | 7000 лв. (от 1 и 2 кръг) |
| 10 (16.10.24)         | Деян Николов    | Радостина Крумова | 4250 лв. (от 1 и 2 кръг) |
| 11 (22.10.24)         | Елена Гешева    | Методи Недев      | 2550 лв. (от 1 и 2 кръг) |
| 12 (23.10.24)         | Павлина Йоткова | Георги Борисов    | 2650 лв. (от 1 и 2 кръг) |
| 13 (29.10.24)         | Димитър Иванов  | Станислав Вичев   | 4050 лв. (от 1 и 2 кръг) |
| 14 (30.10.24)         | Боян Шонов      | Доротея Стоянова  | 5550 лв. (от 1 и 2 кръг) |